# Bolívie na Letních olympijských hrách 2008
Bolívie se v roce 2008 zúčastnila posedmnácté olympiády, z toho dvanácté letní. Reprezentovalo ji sedm sportovců v pěti sportech, žádný z nich však ve své soutěži medailově neuspěl. Vzhledem k dosaženým výsledkům se jednalo o symbolickou účast.

## Atletika
- Fadrique Iglesias
V šestém rozběhu první kvalifikace běhu na 800 m skončil sedmý (s celkově 53. časem) s časem 1:50.57 min, do dalších částí závodu nepostoupil.[1]
- Sonia Calizaya
V maratonském běhu skončila na 59. místě s časem 2:45:53 (19:09 ztráty na vítězku).[2]

## Cyklistika
- Horacio Gallardo
Účastnil se silničního závodu, závod nedokončil.[3]

## Střelba
- César Menacho
V kvalifikaci soutěže trap skončil na 34. místě a do finálové části nepostoupil.[4]

## Plavání
- Miguel Ángel Navarro
V kvalifikaci závodu 100 volný způsob skončil předposlední (63.), do semifinále nepostoupil.[5]

- Katerine Moreno
V kvalifikaci závodu 50 m volný způsob skončila (64.) z 90 závodnic, do semifinále nepostoupila.[6]

## Vzpírání
- Maria Teresa Monasterio
V soutěži do 63 kg obsadila poslední 17. klasifikované místo.[7]